# Pyroclastisch gesteente

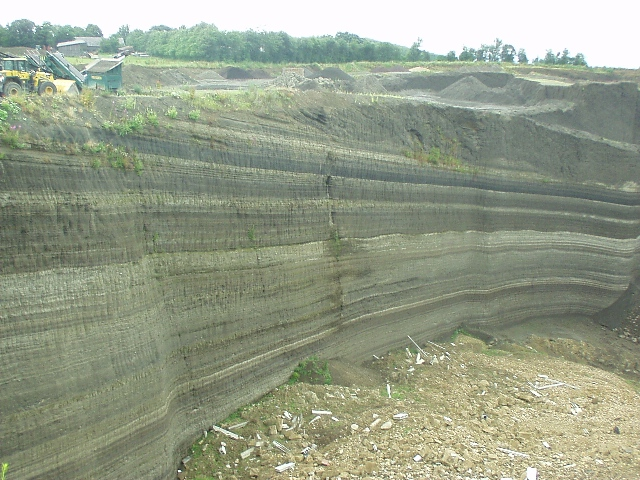
Tefralagen in de buurt van Weibern (Eifel).

Pyroclastisch gesteente, vulkanoklastisch gesteente of effusief gesteente is gesteente gevormd uit materiaal dat tijdens vulkaanuitbarstingen uitgeblazen wordt. Dit materiaal wordt tefra of pyroclasten genoemd. Pyroclastisch gesteente is een vulkanisch gesteente, maar wordt soms ook als een afzettingsgesteente gezien.

## Naamgeving
Pyroclastisch komt van het Griekse πῦρ pur, "vuur" en κλαστός klastós, "gebroken". De term kan dus vertaald worden als gebroken door vuur.

## Onderverdeling op korrelgrootte
Tefra wordt op basis van grootte onderverdeeld:
- > 64 mm: vulkanische bommen of blokken
- 4 - 64mm: lapilli
- 0,25 - 4mm: grove as
- <0,25mm: fijne as

Na de afzetting van de losse vulkanische fragmenten hierboven kan dit materiaal cementeren tot een min of meer vast gesteente. Naamgeving van pyroclastisch gesteente op korrelgrootte van de tefra is:
- vulkanische bommen → vulkanische breccie of agglomeraat
- lapilli → lapillituf
- grove as → grove tufsteen
- fijne as → fijne tufsteen

## Ontstaan van een pyroclastisch gesteente
Tefra kan op drie manieren getransporteerd worden: door een pyroclastische stroom (gloedwolk), pyroclastische golf (verwant aan een pyroclastische stroom, maar kan door lichter materiaal ook over heuvels heen) of door pyroclastische neerslag (transport door de lucht).
- Als sprake is van een pyroclastische stroom of een lahar, zal deze in een ontsluiting te herkennen zijn omdat hij, zoals elke vloeibare stroom, oneffenheden in de onderliggende lagen opvult.
- Als de tefra uit de lucht komt vallen spreekt men van fall-out en zullen lagen met een zeer regelmatige dikte gevormd worden.

Al deze vulkanische lagen kunnen consolideren tot een pyroclastisch gesteente.